# 不動倭
不動 倭（ふどう やまと、1982年7月3日 - ）は、日本の俳優。大衆演劇（新興演劇）の劇団、賀美座の座長。
血液型O型。身長174cm。

## 経歴・人物
大阪府出身。2歳で初舞台を踏む。
2006年、24歳の時に「剣戟はる駒座」に入団。2013年9月16日、31歳の時に「剣戟はる駒座GROUP・倭組」の座長を襲名する。
2019年1月1日、36歳の時に「賀美座」を旗揚げ。劇団名は父・賀津夫の一文字である“賀”と母・美智子の“美”の一文字をとり命名。
2021年11月13日「賀美座」専用劇場、シアターYOROKOBIをオープン。従来の大衆演劇とは異なる新興演劇として公演をスタート。
株式会社Yoro-Coroの代表取締役社長でもある。

## YouTube
YouTubeチャンネル「不動倭のやまチャンネル」を運営。舞台映像やオフショットなどを配信。